# Eulimella monolirata
Eulimella monolirata is een slakkensoort uit de familie van de Pyramidellidae. De wetenschappelijke naam van de soort is voor het eerst geldig gepubliceerd in 1874 door de Folin.